# Campanha Antidireitista
A Campanha Antidireitista ou Movimento Antidireitista (em chinês:反右派运动, pinyin: fǎn yundong Yòupài) da República Popular da China no final da década de 1950 a 1960 foi uma série de campanhas para expurgar os indivíduos considerados "de direita" dentro e fora do Partido Comunista Chinês. As campanhas foram iniciadas pelo líder comunista chinês Mao Tsé-tung. A definição de "direitistas" nem sempre foram consistentes —, mas em geral se refere aos intelectuais que apareceram a favor do capitalismo e as divisões de classe e contra a coletivização. Esta política perseguiu cerca de 550.000 pessoas.

## Antecedentes históricos
Voltando atrás talvez até a Longa Marcha, havia um ressentimento contra os elementos da chamada "direita" dentro do governo liderado pelo Partido Comunista Chinês, como Zhang Bojun.

## Origens

Uma dos muitos desfiles para mostrar apoio ao regime comunista chinês durante a década de 1950.

A Campanha Antidireitista foi uma reação decorrente da Campanha das Cem Flores, que já havia promovido uma fugaz liberdade de expressão e de crítica ao governo. Nunca foi totalmente claro se isso foi uma tática deliberada e maliciosa de Mao para detectar indivíduos críticos de "direita" ou se, pelo contrário, o líder chinês, inicialmente foi idealista, porém com os movimentos de contestação e ondas de protesto que irromperam por todo o país, decidiu, finalmente que as coisas tinham ido longe demais e que se tornou imperativo detê-los, levando Mao a interromper a política de tolerância e liberalização e reprimir violentamente os dissidentes e críticos.

## Primeira onda
A primeira onda de ataques começou em julho de 1957, imediatamente após o término da Campanha das Cem Flores. Até o final desse ano, cerca de 300.000 pessoas tinham sido rotuladas como "direitistas", incluindo a escritora Ding Ling, o então futuro ministro Zhu Rongji, que até então estava trabalhando na Comissão Estadual de Planejamento, foi expurgado em 1958. Naturalmente, a maioria dos acusados eram intelectuais. As sanções incluíram crítica informal dos "desviantes", sua "reeducação" através do trabalho (forçado) e, em alguns casos, a sentença de morte.
Um dos principais alvos foi o sistema judiciário independente. Muitos advogados e juízes foram transferidos para outros trabalhos e o poder judicial é exercido pelos quadros ideológicos e políticos por parte da polícia.

## Segunda onda
A segunda parte da campanha surgiu após o comício em favor de Lushan, que decorreu entre 2 de julho e 16 de agosto de 1959. A reunião, condenou o General Peng Dehuai, que havia criticado as políticas econômicas do Grande Salto para Frente.

## Revisionismo histórico depois da era Mao
Mao morreu em 9 de Setembro de 1976, acabando com a anti-antirevisionista e anti-direitista Revolução Cultural. Em 1979, o governo reformista de Deng Xiaoping revogada muitas das condenações decorrentes da campanha. O novo líder defende que "Devemos estar preocupados com o desvio de direita, mas principalmente pela esquerda.
Muitas das pessoas acusadas de "direitismo" e que tinham sido processados por esse crime durante 22 anos, de repente viram-se como nunca terem sido condenados a este respeito.

## Sobre a censura na China
O debate sobre a Campanha antidireitista é ainda um assunto sujeito a pesada censura dentro da China. Em 2007, o livro "O passado é como fumaça", escrito por Zhang Yihe (cujo pai tinha sido perseguido por ser de "direita") foi proibido, porque tratava de um tema "espinhoso", devido à sua discussão sobre o Movimento Antidireitista. Em sua reunião no início deste ano, o Departamento Central de Propaganda do Partido Comunista Chinês listou a Campanha Antidireitista como um tema a ser restringido nos meios de comunicação e publicações de livros.